# 경제 모형

IS-LM 모형의 다이어그램

경제 모형(영어: Economic model)은 경제 과정을 일련의 변수와 그 변수들 간의 논리적 및 정량적 관계로 표현하는 이론적 구성체이다. 경제 모형은 복잡한 과정을 설명하기 위해 고안된 단순화된, 종종 수학적 틀이다. 종종 경제 모형은 구조적 매개변수를 상정한다. 모형은 다양한 외생 변수를 가질 수 있으며, 이 변수들은 경제 변수들에 의해 다양한 반응을 생성하도록 변할 수 있다. 모형의 방법론적 용도는 조사, 이론화, 이론을 현실에 맞추는 것을 포함한다.

## 개요
일반적으로 경제 모형은 두 가지 기능을 가진다. 첫째는 관찰된 데이터의 단순화 및 추상화이고, 둘째는 계량경제학적 연구의 패러다임에 기반한 데이터 선택 수단이다.
경제 과정의 엄청난 복잡성을 고려할 때 단순화는 경제학에서 특히 중요하다. 이러한 복잡성은 경제 활동을 결정하는 다양한 요인들 때문인데, 이러한 요인들에는 개인 및 협동적 의사 결정 과정, 자원 제약, 환경적 및 지리적 제약, 제도적 및 법적 요구 사항, 순전히 무작위적인 변동이 포함된다. 따라서 경제학자들은 어떤 변수와 이 변수들 간의 어떤 관계가 관련성이 있으며, 이 정보를 분석하고 제시하는 어떤 방법이 유용한지 합리적으로 선택해야 한다.
선택은 경제 모형의 성격이 종종 어떤 사실을 조사하고 어떻게 수집할지를 결정하기 때문에 중요하다. 예를 들어, 인플레이션은 일반적인 경제 개념이지만, 인플레이션을 측정하려면 행동 모형이 필요하므로 경제학자는 상대 가격의 변화와 인플레이션에 기인하는 가격 변화를 구별할 수 있다.
전문적인 학술적 관심 외에도 모형의 용도는 다음과 같다.
- 결론이 가정과 논리적으로 관련된 방식으로 경제 활동을 예측하는 것;
- 미래 경제 활동을 수정하기 위한 경제 정책을 제안하는 것;
- 국가 수준에서 경제 정책을 정치적으로 정당화하기 위한 합리적인 주장을 제시하거나, 기업 수준에서 회사 전략을 설명하고 영향을 미치거나, 가계 수준에서 가계 경제 의사 결정에 대한 지능적인 조언을 제공하는 것.
- 계획 경제의 경우 계획 및 할당이며, 더 작은 규모로는 물류 및 기업의 경영.
- 금융에서 예측 모형은 1980년대 이후 거래(투자 및 투기)에 사용되어 왔다. 예를 들어, 신흥 시장 채권은 종종 발행국의 개발도상국 성장을 예측하는 경제 모형에 기반하여 거래되었다. 1990년대 이후 많은 장기 위험관리 모형은 높은 노출의 미래 시나리오를 감지하기 위한 시도로 시뮬레이션된 변수들 간의 경제적 관계를 통합했다(종종 몬테카를로 방법을 통해).

모형은 독립적으로 논의되고 테스트될 수 있으며 다양한 경우에 적용될 수 있는 논증적 틀을 확립한다. 경제 모형에 의존하는 정책 및 주장은 명확한 건전성 기반을 가지는데, 이는 지원 모형의 타당성이다.
현재 사용되는 경제 모형은 모든 경제적인 것의 이론이라고 주장하지 않는다. 그러한 주장은 계산적 비실현성 및 다양한 유형의 경제 행동에 대한 이론의 불완전성 또는 부재로 인해 즉시 좌절될 것이다. 따라서 모형에서 도출된 결론은 경제적 사실의 근사 표현이 될 것이다. 그러나 적절하게 구성된 모형은 불필요한 정보를 제거하고 핵심 관계의 유용한 근사치를 분리할 수 있다. 이러한 방식으로 전체 경제 과정을 이해하려는 것보다 관련 관계에 대해 더 많이 이해할 수 있다.
모형 구성의 세부 사항은 모형의 유형과 적용에 따라 다르지만, 일반적인 과정을 식별할 수 있다. 일반적으로 모든 모델링 과정에는 두 단계가 있다: 모형 생성, 그리고 모형의 정확성 확인(때로는 진단이라고 함). 진단 단계는 모형이 설명하려는 관계를 정확하게 반영하는 범위 내에서만 유용하기 때문에 중요하다. 모형을 생성하고 진단하는 것은 종종 반복적인 과정이며, 각 진단 및 재지정 반복을 통해 모형이 수정된다(그리고 바라건대 개선된다). 만족스러운 모형을 찾으면 다른 데이터 세트에 적용하여 이중 확인해야 한다.

## 모형의 종류
모든 모형 변수가 결정적인지 여부에 따라 경제 모형은 확률적 모형과 비확률적 모형으로 분류될 수 있다. 모든 변수가 정량적인지 여부에 따라 경제 모형은 이산 선택 모형 또는 연속 선택 모형으로 분류된다. 모형의 의도된 목적/기능에 따라 정량적 또는 정성적 모형으로 분류될 수 있다. 모형의 범위에 따라 일반 균형 모형, 부분 균형 모형 또는 비균형 모형으로 분류될 수 있다. 경제 주체의 특성에 따라 합리적 행위자 모형, 대표 행위자 모형 등으로 분류될 수 있다.
- 확률적 모형은 확률 과정을 사용하여 공식화된다. 이들은 시간에 따른 경제적으로 관찰 가능한 값을 모형화한다. 계량경제학의 대부분은 이러한 과정에 대한 가설을 공식화하고 테스트하거나 매개변수를 추정하기 위해 통계학에 기반한다. 틴베르헌과 나중에 볼드가 대중화한 단순 계량경제 모형의 널리 사용되는 교섭 계열은 자기회귀 모형으로, 여기서 확률 과정은 현재 값과 과거 값 간의 일부 관계를 만족한다. 이러한 예로는 자기회귀 이동평균 모형과 자기회귀 조건부 이분산성(ARCH) 및 GARCH 모형과 같은 이분산성을 모형화하기 위한 관련 모형이 있다.
- 비확률적 모형은 순전히 질적일 수 있다(예를 들어, 사회 선택 이론과 관련). 또는 양적일 수 있다(예를 들어 쌍곡 좌표계를 사용하여 금융 변수를 합리화하거나 변수 간의 함수적 관계의 특정 형태를 포함). 어떤 경우에는 모형의 우연에 의한 경제적 예측은 단순히 경제 변수의 이동 방향을 주장하므로, 함수적 관계는 질적 의미에서만 사용된다: 예를 들어, 품목의 가격이 증가하면 그 품목에 대한 수요는 감소할 것이다. 이러한 모형의 경우 경제학자들은 종종 함수 대신 2차원 그래프를 사용한다.
- 질적 모형 – 거의 모든 경제 모형에는 어떤 형태의 수학적 또는 정량적 분석이 포함되지만, 질적 모형도 가끔 사용된다. 한 예는 가능한 미래 사건이 전개되는 질적 시나리오 플래닝이다. 또 다른 예는 비수치적 의사 결정 트리 분석이다. 질적 모형은 종종 정밀도 부족으로 어려움을 겪는다.

더 실용적인 수준에서 정량적 모델링은 경제학의 여러 분야에 적용되며 여러 방법론이 서로 독립적으로 발전해왔다. 결과적으로 전체적인 모형 분류법은 자연적으로 이용 가능하지 않다. 그럼에도 불구하고 우리는 모형 구성의 특히 관련성이 높은 몇 가지 점을 설명하는 몇 가지 예시를 제공할 수 있다.
- 회계 모형은 모든 신용에 대해 차변이 있다는 전제에 기반한다. 더 상징적으로, 회계 모형은 다음과 같은 형태로 일부 보존 원칙을 표현한다.

유입의 대수적 합 = 소멸 − 원천
이 원칙은 돈에 대해 확실히 사실이며, 국민 소득 회계의 기초이다. 회계 모형은 관례적으로 참이며, 즉 이를 확인하는 어떤 실험적 실패도 사기, 산술 오류 또는 외생적인 현금 주입(또는 파괴)으로 돌려지며, 이는 실험이 부적절하게 수행되었음을 보여주는 것으로 해석될 것이다.
- 최적성 및 제약 최적화 모형 – 정량적 모형의 다른 예는 이윤 또는 효용 극대화와 같은 원칙에 기반한다. 이러한 모형의 예는 이윤 극대화 기업에 대한 조세의 비교정태론에 의해 제공된다. 기업의 이윤은 다음과 같다.

{\displaystyle \pi (x,t)=xp(x)-C(x)-tx\quad }
여기서 {\displaystyle p(x)}는 제품이 {\displaystyle x}의 비율로 공급될 때 시장에서 받는 가격이고, {\displaystyle xp(x)}는 제품을 판매하여 얻는 수익이며, {\displaystyle C(x)}는 {\displaystyle x}의 비율로 제품을 시장에 내놓는 비용이고, {\displaystyle t}는 기업이 판매된 제품 단위당 지불해야 하는 조세이다.
이윤 극대화 가정은 기업이 해당 비율이 기업의 이윤을 극대화한다면 산출량 {\displaystyle x}에서 생산할 것이라고 명시한다. 미분학을 사용하여 이 가정이 유지되는 {\displaystyle x}에 대한 조건을 얻을 수 있다. {\displaystyle x}에 대한 1차 극대화 조건은 다음과 같다.
{\displaystyle {\frac {\partial \pi (x,t)}{\partial x}}={\frac {\partial (xp(x)-C(x))}{\partial x}}-t=0}
이 방정식에 의해 {\displaystyle x}를 {\displaystyle t}의 음함수( 음함수 정리 참조)로 간주하면, {\displaystyle x}의 {\displaystyle t}에 대한 미분은 다음과 같은 부호를 가진다고 결론 내린다.
{\displaystyle {\frac {\partial ^{2}(xp(x)-C(x))}{\partial ^{2}x}}={\partial ^{2}\pi (x,t) \over \partial x^{2}},}
이는 이계 조건이 극대점을 만족하면 음수이다.
따라서 이윤 극대화 모형은 조세가 산출량에 미치는 영향에 대해 예측하는데, 즉 산출량은 조세 증가에 따라 감소한다는 것이다. 만약 모형의 예측이 실패하면, 우리는 이윤 극대화 가설이 틀렸다고 결론 내린다. 이는 제한된 합리성에 기반한 다른 기업 이론으로 이어져야 한다.
폴 새뮤얼슨이 경제학에서 처음 사용한 것으로 보이는 개념을 빌려, 이 조세 모형과 산출량의 세금 세율에 대한 예측된 의존성은 운영적으로 의미 있는 정리(operationally meaningful theorem)를 보여준다. 즉, 특정 조건에서 반증 가능한 경제적으로 의미 있는 가정이 필요한 정리이다.
- 총량 모형. 거시경제학은 산출, 물가 수준, 이자율 등과 같은 총량 변수를 다루어야 한다. 실제 산출량은 자동차, 여객기, 컴퓨터, 식품, 비서 서비스, 주택 수리 서비스 등 재화 및 서비스의 벡터이다. 마찬가지로 가격은 재화 및 서비스 개별 가격의 벡터이다. 양의 벡터적 특성을 유지하는 모형은 실제로 사용된다. 예를 들어, 레온티예프의 투입-산출 모형이 그러하다. 그러나 대부분의 경우 이러한 모형은 계산적으로 다루기가 훨씬 어렵고 질적 분석 도구로 사용하기가 더 어렵다. 이러한 이유로 거시경제 모형은 일반적으로 다른 변수들을 산출량이나 가격과 같은 단일 양으로 묶는다. 더욱이 이러한 총량 변수들 간의 정량적 관계는 종종 중요한 거시경제 이론의 일부이다. 다양한 총량 간의 이러한 통합 및 함수적 의존성 과정은 일반적으로 통계적으로 해석되고 계량경제학에 의해 검증된다. 예를 들어, 케인스 모형의 한 요소는 소비와 국민 소득 간의 함수적 관계이다: C = C(Y). 이 관계는 케인스 분석에서 중요한 역할을 한다.

## 경제 모형의 문제점
대부분의 경제 모형은 완전히 현실적이지 않은 여러 가지 가정에 기반하고 있다. 예를 들어, 행위자들은 종종 완벽한 정보를 가지고 있다고 가정되며, 시장은 마찰 없이 청산된다고 가정된다. 또는, 모형은 외부성과 같이 고려되는 문제에 중요한 사안을 생략할 수 있다. 따라서 경제 모형 결과에 대한 모든 분석은 이러한 가정의 부정확성으로 인해 결과가 손상될 수 있는 정도를 고려해야 하며, 경제 모형의 문제점 또는 적어도 그 결과가 신뢰할 수 없다고 주장하는 많은 문헌이 생겨났다.

## 역사
경제 모형이 다룬 주요 문제 중 하나는 경제 성장을 이해하는 것이었다. 이 문제에 접근하는 기술을 제공하려는 초기 시도는 18세기 프랑스의 중농학파에서 나왔다. 이 경제학자들 중에서 프랑수아 케네는 그가 경제표(Tableaux Économiques)라고 부르는 표를 개발하고 사용한 것으로 특히 유명하다. 이 표들은 실제로 더 현대적인 용어로 레온티예프 모형으로 해석되었다. 아래 필립스 참조를 보라.
18세기 내내 (즉, 애덤 스미스의 1776년 국부론으로 흔히 알려진 현대 정치 경제학의 창시 훨씬 이전부터) 단순한 확률 모형이 보험의 경제학을 이해하는 데 사용되었다. 이것은 도박 이론의 자연스러운 외삽이었으며, 확률론 자체의 발전과 보험계리 과학의 발전 모두에 중요한 역할을 했다. 18세기의 많은 위대한 수학자들이 이 분야에 기여했다. 1730년경 드 무아브르는 The Doctrine of Chances의 3판에서 이러한 문제 중 일부를 다루었다. 더 일찍(1709년), 베르누이는 추측술에서 저축 및 이자와 관련된 문제를 연구했다. 1730년에 다니엘 베르누이는 그의 저서 Mensura Sortis에서 "도덕적 확률"을 연구했으며, 여기서 그는 오늘날 "돈의 로그 효용"이라고 불리는 것을 도입하고 이를 상트페테르부르크 문제의 해결을 포함하여 도박 및 보험 문제에 적용했다. 이러한 모든 발전은 라플라스에 의해 그의 확률의 해석적 이론(1812)에서 요약되었다. 따라서 데이비드 리카도가 등장할 무렵에는 그가 활용할 수 있는 잘 확립된 수학적 기초가 있었다.

## 거시경제 예측 검증
1980년대 후반, 브루킹스 연구소는 당시 사용 가능한 12개의 주요 거시경제 모형을 비교했다. 그들은 경제가 특정 경제적 충격에 어떻게 반응할지에 대한 모형의 예측을 비교했다(모형이 현실 세계의 모든 변동성을 제어하도록 허용했으며, 이는 실제 결과에 대한 테스트가 아니라 모형 대 모형의 테스트였다). 비록 모형들이 세계를 단순화하고 안정적이고 알려진 공통 매개변수에서 시작했지만, 다양한 모형들은 상당히 다른 답변을 내놓았다. 예를 들어, 통화 완화가 생산량에 미치는 영향을 계산할 때 일부 모형은 1년 후 GDP의 3% 변화를 추정했고, 한 모형은 거의 변화가 없었으며, 나머지는 그 사이에 분포되어 있었다.
부분적으로 이러한 실험의 결과로, 현대 중앙은행가들은 1960년대와 1970년대 초에 가졌던 만큼 경제를 '정밀 조정'할 수 있다는 확신을 더 이상 가지지 않는다. 현대 정책 입안자들은 그들의 모형이 실제로 경제가 어디로 가고 있는지, 또는 어떤 충격이 경제에 미칠 영향을 예측할 것이라는 확신이 부족하기 때문에 명시적으로 덜 적극적인 접근 방식을 사용하는 경향이 있다. 새롭고 더 겸손한 접근 방식은 현재 거시경제 모형의 여러 실질적 및 이론적 한계로 인해 모형 예측에 기반한 극적인 정책 변화에 위험이 있다고 본다. 이론적 함정 외에도(위 문제점에 나열됨) 총량 모형에 특정한 몇 가지 문제는 다음과 같다.
- 실제 경제의 근본적인 메커니즘을 이해하는 데 어려움으로 인한 모형 구성의 한계. (따라서 별개의 모형이 많이 생성됨.)
- 모형에 아직 포함되지 않은 실제 경제 요소에 대한 의도하지 않은 결과의 법칙.
- 데이터 수신 및 경제 변수가 정책 입안자의 '조종'(주로 통화 정책을 통해)에 반응하는 시차 모두에서 중앙은행가들이 원하는 방향으로 이동하도록 만드는 데 걸리는 시간 지연. 밀턴 프리드먼은 이러한 시차가 너무 길고 예측할 수 없을 정도로 변동성이 커서 거시경제를 효과적으로 관리하는 것이 불가능하다고 강력히 주장했다.
- 구조 모형과 데이터가 완벽하더라도 모든 매개변수를 올바르게 지정하는 데 어려움( 계량경제학적 측정치를 통해).
- 모형의 모든 관계와 계수가 확률적이어서 오차항이 빠르게 매우 커지고, 입력 매개변수의 사용 가능한 스냅샷이 이미 오래되었다는 사실.
- 현대 경제 모형은 정책 입안자의 행동에 대한 대중과 시장의 반응을 통합하며( 게임 이론을 통해), 이 피드백은 현대 모형에 포함된다(합리적 기대 혁명과 로버트 루카스 주니어의 비-미시적 기초 모형에 대한 루카스 비판 이후). 의사 결정자의 행동(및 그들의 신뢰성)에 대한 반응이 모형에 포함되어야 한다면 시뮬레이션된 변수 중 일부에 영향을 미치기가 훨씬 더 어려워진다.

### 다른 과학 분야의 모형과의 비교
복잡계 전문가이자 수학자인 데이비드 오렐은 그의 저서 Apollo's Arrow에서 이 문제에 대해 썼으며, 날씨, 인간 건강, 경제학이 유사한 예측 방법(수학적 모형)을 사용한다고 설명했다. 이들의 시스템, 즉 대기, 인체, 경제 또한 유사한 복잡성 수준을 가진다. 그는 예측이 실패하는 이유가 모형이 두 가지 문제로 어려움을 겪기 때문이라는 것을 발견했다. (i) 모형은 기본 시스템의 모든 세부 사항을 포착할 수 없으므로 근사 방정식에 의존한다. (ii) 이 모형은 이러한 방정식의 정확한 형태의 작은 변화에 민감하다. 이는 경제나 기후와 같은 복잡계가 상반되는 힘의 섬세한 균형으로 구성되어 있어, 그 표현의 약간의 불균형이 큰 영향을 미치기 때문이다. 따라서 빠른 컴퓨터에서 실행되는 거대한 모형을 사용하더라도 경제 침체와 같은 것들의 예측은 여전히 매우 부정확하다.
수학의 비합리적 비효율성  § 경제학 및 금융을 참조하라.

### 경제 모형에 대한 결정론적 혼돈의 영향
경제 및 기상 시뮬레이션은 예측 능력에 근본적인 한계인 혼돈을 공유할 수 있다. 혼돈 시스템에 대한 현대 수학적 연구는 1970년대에 시작되었지만, 혼돈의 위험은 일찍이 1958년 Econometrica에서 식별되고 정의되었다.
"좋은 이론화는 ... [속성을 가진] 가정을 피하는 데 크게 기여한다. [속성이란] 가정한 것이 조금만 변해도 결론에 심각한 영향을 미칠 수 있다는 것이다."
(윌리엄 보멀, Econometrica, 26, 참조: Economics on the Edge of Chaos 보관됨 2004-12-13 - 웨이백 머신).
초기 조건 민감성의 나비 효과에 취약한 경제 모형을 설계하는 것은 간단하다.
그러나, 어떤 변수들이 혼돈적인지(있다면)를 식별하기 위한 계량경제학 연구 프로그램은 총체적인 거시경제 변수들은 아마도 혼돈적으로 행동하지 않을 것이라고 대체로 결론 내렸다. 이는 모형의 정교화가 궁극적으로 신뢰할 수 있는 장기 예측을 만들어낼 수 있음을 의미할 것이다. 그러나 이 결론의 타당성은 두 가지 도전을 불러일으켰다.
- 2004년 필립 미로우스키는 이러한 견해와 이를 지지하는 사람들에게 도전하며, 경제학에서의 혼돈은 그들의 수학적 모형을 보존하기 위해 신고전파 경제학에 의한 편향된 "십자군" 때문에 고통받고 있다고 말했다.
- 금융 분야의 변수들은 혼돈에 영향을 받을 수 있다. 또한 2004년에 캔터베리 대학교 연구인 Economics on the Edge of Chaos는 S&P 500 수익률에서 노이즈가 제거된 후 결정론적 혼돈의 증거가 발견되었다고 결론 내렸다.

최근에는 혼돈(또는 나비 효과)이 예측 오류를 설명하는 데 이전에 생각했던 것보다 덜 중요하다고 밝혀졌다. 오히려 경제학 및 기상학의 예측 능력은 대부분 모형 자체와 그 기본 시스템의 본질에 의해 제한될 것이다(위 다른 과학 분야의 모형과의 비교 참조).

### 계획의 오만에 대한 비판
자유 시장 경제 사상의 핵심은 시장의 보이지 않는 손이 경제 모형을 사용하는 중앙 계획보다 더 효율적으로 경제를 번영으로 이끈다는 것이다. 프리드리히 하이에크가 강조한 한 가지 이유는 경제를 형성하는 많은 진정한 힘이 단일 계획에 결코 포착될 수 없다는 주장이다. 이것은 경제에 대한 어떤 하향식 분석에서도 항상 생략될 중요한 시스템적 요소들이 있다고 말하기 때문에 전통적인(수학적) 경제 모형을 통해서는 할 수 없는 주장이다.

## 경제 모형의 예시
- 콥-더글러스 생산 모형
- 솔로–스완 경제 성장 모형
- 루카스 섬 모형 (화폐 공급)
- 헥셔-올린 국제 무역 모형
- 블랙-숄즈 옵션 가격 결정 모형
- 총수요-총공급의 거시경제 모형
- IS-LM 모형 (이자율과 자산 시장 간의 관계)
- 램지-캐스-코프만스 모형 (경제 성장)
- 고든-롭 모형 (사이버 보안 투자)

## 같이 보기
- 경제 방법론
- 전산 경제학
- 에이전트 기반 전산 경제학
- 내생성
- 금융 모형

## 내용주
1. ↑   Mary S. Morgan, 2008 "models," The New Palgrave Dictionary of Economics, 2nd Edition, Abstract.
   Vivian Walsh 1987. "models and theory," The New Palgrave: A Dictionary of Economics, v. 3, pp. 482–83.
2. ↑  Friedman, M. (1953). 〈The Methodology of Positive Economics〉. 《Essays in Positive Economics》. Chicago: University of Chicago Press. ISBN 9780226264035.
3. ↑  Frankel, Jeffrey A. (May 1986). 《The Sources of Disagreement Among International Macro Models and Implications for Policy Coordination》. 《NBER Working Paper No. 1925》. doi:10.3386/w1925.
4. ↑  “FAQ for Apollo's Arrow Future of Everything”. 《www.postpythagorean.com》.
5. ↑  폴 윌못의 금융 초기 연구에 대해: "나는 ... 혼돈 이론을 빠르게 포기했다. 그럴듯해 보이지만 실제로는 쓸모없는 '장난감 모형'을 만들기가 너무 쉬웠기 때문이다." Wilmott, Paul (2009), 《Frequently Asked Questions in Quantitative Finance》, John Wiley and Sons, 227쪽, ISBN 9780470685143
6. ↑  Kuchta, Steve (2004), 《Nonlinearity and Chaos in Macroeconomics and Financial Markets》 (PDF), 코네티컷 대학교
7. ↑  하이에크, 프리드리히 (September 1945), “The Use of Knowledge in Society”, 《American Economic Review》 35 (4): 519–30, JSTOR 1809376.